# Klaas Coulembier
Klaas Coulembier (1984) is een Belgisch musicoloog en componist. 
Coulembier groeide op in een muzikale familie. Zijn vader Johan Coulembier was oprichter en bezieler van koor en orkest Chorus. De Koninklijke Harmonie Ypriana en dirigent Nico Logghe vormden een belangrijke impuls voor zijn muzikale carrière. Hij kreeg zijn eerste muziekonderricht aan de Stedelijke Academie voor Muziek en Woord in Ieper (vandaag Dé Academie), waar hij trompet, piano en muziektheorie volgde. 

## Musicoloog
Na zijn humaniora aan het Sint-Vincentiuscollege in Ieper trok Klaas Coulembier naar de KU Leuven, waar hij van 2002 tot 2006 musicologie studeerde bij onder andere Ignace Bossuyt, Jan Caeyers, Pieter Bergé en Mark Delaere. Meteen na het behalen van zijn diploma kon hij aan de slag als wetenschappelijk medewerker in het onderzoeksproject ‘The Polytopic Clockwork’ van professor Delaere. Dit onderzoeksproject vormde de basis voor een eigen doctoraatsonderzoek van 2009 tot 2013. In mei 2013 promoveerde hij tot doctor in de musicologie met een proefschrift over ‘multi-temporaliteit’ in de muziek van Elliott Carter en Claus-Steffen Mahnkopf. Volgend op zijn doctoraat werkte hij nog tot 2018 als postdoctoraal onderzoeker. In 2018 ontving hij de prestigieuze Mgr. Lenaertsprijs van de Koninklijke Vlaamse Academie van België voor Wetenschappen en Kunsten. In oktober 2018 werd hij voltijds freelance musicoloog, waarbij hij zich richt op de communicatie naar een breed publiek (programmateksten, concertinleidingen, vormgeving, recensies voor Klara). Naast het freelance werk is hij sinds 2020 stafmedewerker bij MATRIX [Centrum voor Nieuwe Muziek] en wordt hij regelmatig gevraagd als gastdocent (LUCA, KU Leuven).

## Componist
Hoewel de reflex om muziek op te schrijven al vanaf jonge leeftijd aanwezig was, legde Klaas Coulembier zich pas echt toe op het componeren tijdens zijn opleiding musicologie. Na enkele korte gelegenheidswerkjes kreeg hij in 2007 de opdracht van Dirk Viaene, toenmalig directeur van de Ieperse muziekacademie, om een grootschalig werk te maken naar aanleiding van de 80ste verjaardag van de Menenpoort in Ieper. Het werd een half uur durende suite voor harmonieorkest, koor en sopraan (The Menin Gate Memorial Suite). Na zijn doctoraat in de musicologie groeide de interesse om opnieuw te gaan componeren. In 2014 gaf de Koninklijke Harmonie Ypriana de opdracht voor een nieuw werk over het herdenken van de Eerste Wereldoorlog (Resilience). Dit werk bleek een uitstekend visitekaartje en sindsdien volgden al verschillende uitvoeringen in binnen- en buitenland. Ondertussen richtte hij samen met Christophe Pattyn en Peter Leroy de digitale muziekuitgeverij Ypress Digital Music Editions op. In 2018 componeerde hij op vraag van VLAMO het plichtwerk voor de Vlamo Open Harmoniekampioenschappen van maart 2019 (The Garden of Earthly Delights). Daarna volgden nog verschillende compositieopdrachten. Voor het Koninklijk HarmonieOrkest Schelle componeerde hij Tramontana in nauwe samenwerking met Dirk De Caluwe.
Als componist is Klaas Coulembier autodidact. Hij componeert hoofdzakelijk voor blaasorkesten en streeft ernaar het typische idioom van de HaFaBramuziek te verrijken met elementen uit de hedendaagse muziek die hij leerde kennen als musicoloog. Zijn interesse gaat hierbij uit naar kleurrijke orkestratie en ritmische finesse (zoals metrische modulaties of irrationele maatsoorten). Zijn muziek wordt uitgevoerd door vooraanstaande orkesten uit de amateurwereld, maar ook door het Koninklijk Harmonieorkest van de Belgische Gidsen (Yves Segers, Dirk Brossé) en de Central Band of the Royal Air Force (UK) (Piers Morell).

## Selectieve werkenlijst (chronologisch)

### Harmonieorkest
- The Menin Gate Memorial Suite (2007)
  - Menin Gate at Midnight (hymne uit The Menin Gate Memorial Suite)
- Resilience (2015)
- The Swirl (2017)
- The Garden of Earthly Delights (2018)
- Tramontana. A Wind Concerto (2018)
- Tetraktys (2019)
- Rush! A Sports Rhapsody (2020)
- Crossing Roads (2021)
- Au-delà de l’avenir (2022)
- The Guild of Roslar (2022)
- Coup de Foudre (2025)

### Fanfare
- Resilience (2015/2020)
- Serles. A Mountain Legend (2024)

### Brass Band
- Ashes to Blossoms. A Story of Resilience (2015/2020/2023)
- Nemo Rhapsody (2023)

### Kamermuziek
- Menin Gate at Midnight – Clarinet Choir (2007/2014)
- The Devil’s Mill – fluit/piccolo en marimba (2017)
- Encounters – hobo, saxofoon, harp en piano (2018)
- Horn Seasons – hoornoctet (2019-…)
- Circles of Consolation – variabele bezetting (2021)
- Embrassements Musicaux – koperkwartet (2022)